# Momotus
Momotus là một chi chim trong họ Momotidae.